# Туник, Евгений Юрьевич
Евгений Юрьевич Туник (род. 17 ноября 1984, Красково, Московская область) — российский хоккеист, нападающий.

## Биография
Начинал играть в школах московских клубов «Спартак» и «Динамо», занимался с 6 лет. Воспитанник «Кристалла» Электросталь, тренер Равиль Исхаков. В первенстве России дебютировал в сезоне 1999/2000 в команде первой лиги «Кристалл-2», три сезона провёл, выступая за местный «Элемаш» и вторую команду. В конце сезона 2002/03 сыграл один матч за ЦСКА-2. Перед следующим сезоном заключил контракт с ЦСКА, но стал выступать за петербургский СКА. На драфте НХЛ 2003 года был выбран во 2-м раунде под общим 53-м номером клубом «Нью-Йорк Айлендерс».
По ходу сезона 2004/05 перешёл в «Кристалл», затем — в «Нефтяник» Лениногорск. В октябре 2005 подписал контракт с фарм-клубом «Айлендерс» «Бриджпорт Саунд Тайгерз» из АХЛ, за который провёл 61 матч. Вернувшись в Россию, играл за клубы «Кристалл» Электросталь (2006/07 — 2007/08), МХК «Крылья Советов» (2008/09), «Торос» Нефтекамск (2009/10 — 2011/12), «Кубань» Краснодар (2012/13 — 2013/14), «Челмет» Челябинск (2013/14), «Ермак» Ангарск и «Ростов» (2014/15), «Славутич» Смоленск (2015/16).
Финалист (2009) и обладатель (2012) Кубка Братины, серебряный (2010) и бронзовый (2011) призёр высшей лиги, чемпион РХЛ (2015).
Серебряный призёр юниорского чемпионата мира 2002. Участник молодёжного чемпионата мира 2004.
Младший брат Владислав также хоккеист.